# Millington (Tennessee)
Pour les articles homonymes, voir Millington.
Millington est une municipalité américaine située dans le comté de Shelby au Tennessee. Lors du recensement de 2010, sa population est de 10 442 habitants.

## Géographie
Millington est située dans le nord du comté de Shelby, à quelques kilomètres de Memphis. Elle est desservie par la U.S. Route 51.
Selon le Bureau du recensement des États-Unis, la municipalité s'étend en 2010 sur une superficie de 31,75 milles carrés (82,23 km2), dont 0,12 milles carrés (0,31 km2) d'étendues d'eau.

## Histoire
Vers 1878, George Millington cède une partie de sa plantation pour la construction d'une ville et d'une gare. Millington devient une municipalité en 1903.
En 1941, la United States Navy implante l'une de ses bases à Millington. La ville accueille aujourd'hui encore la Naval Support Activity Mid-South, l'une des principales bases intérieures de la Navy.

## Démographie
La population de Millington est estimée à 10 974 habitants au 1er juillet 2016.
Le revenu par habitant était en moyenne de 23 384 dollars par an entre 2012 et 2016, en-dessous de la moyenne du Tennessee (26 019 dollars) et de la moyenne nationale (29 829 dollars). Sur cette même période, 23,7 % des habitants de Millington vivaient sous le seuil de pauvreté (contre 15,8 % dans l'État et 12,7 % à l'échelle des États-Unis).